# Hebbel-Museum

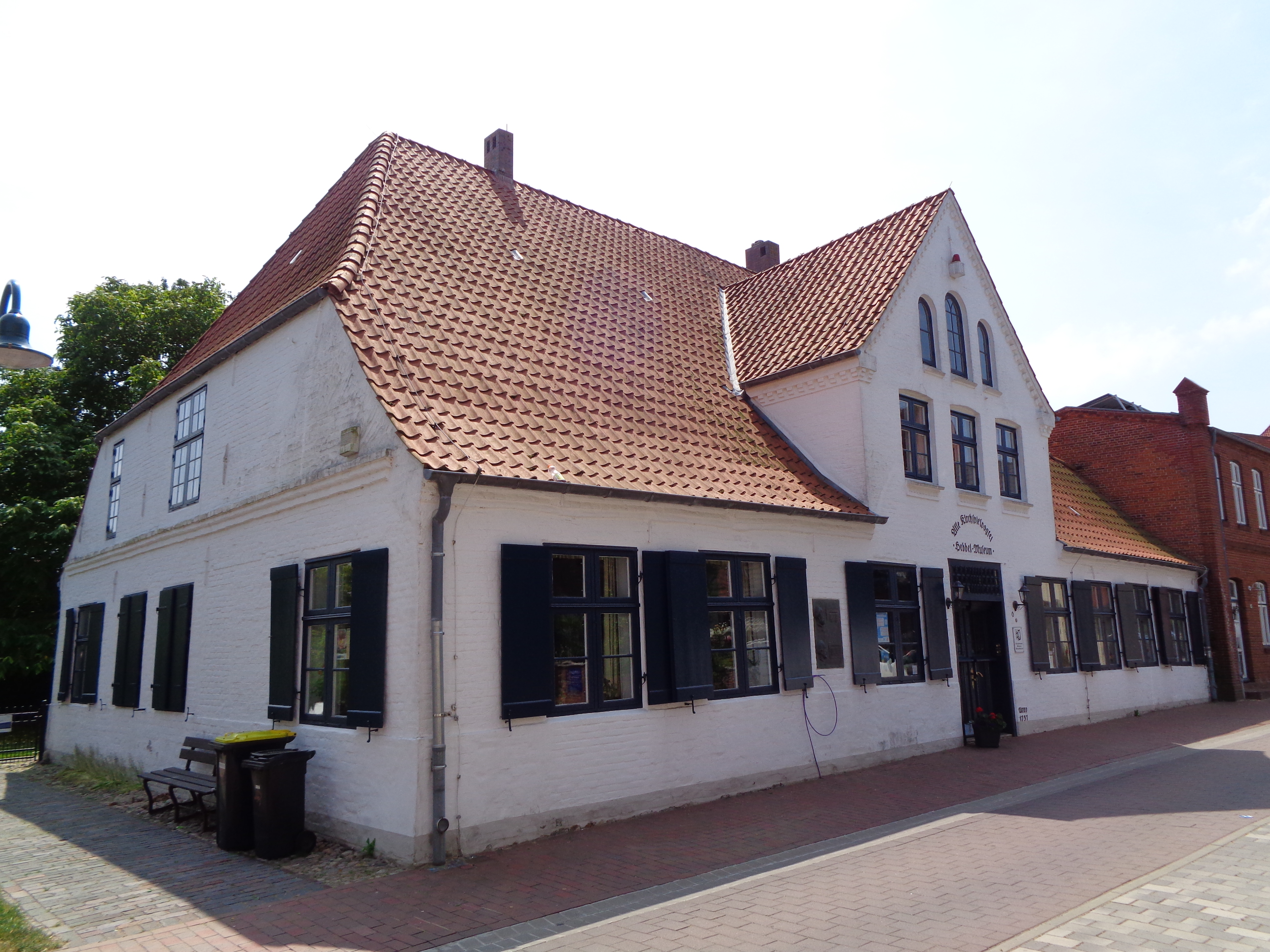
Hebbel-Museum in Wesselburen

Das Hebbel-Museum in Wesselburen (Kreis Dithmarschen, Schleswig-Holstein) ist dem Leben und Werk des hier geborenen Dramatikers Friedrich Hebbel (1813–1863) gewidmet. 

## Geschichte

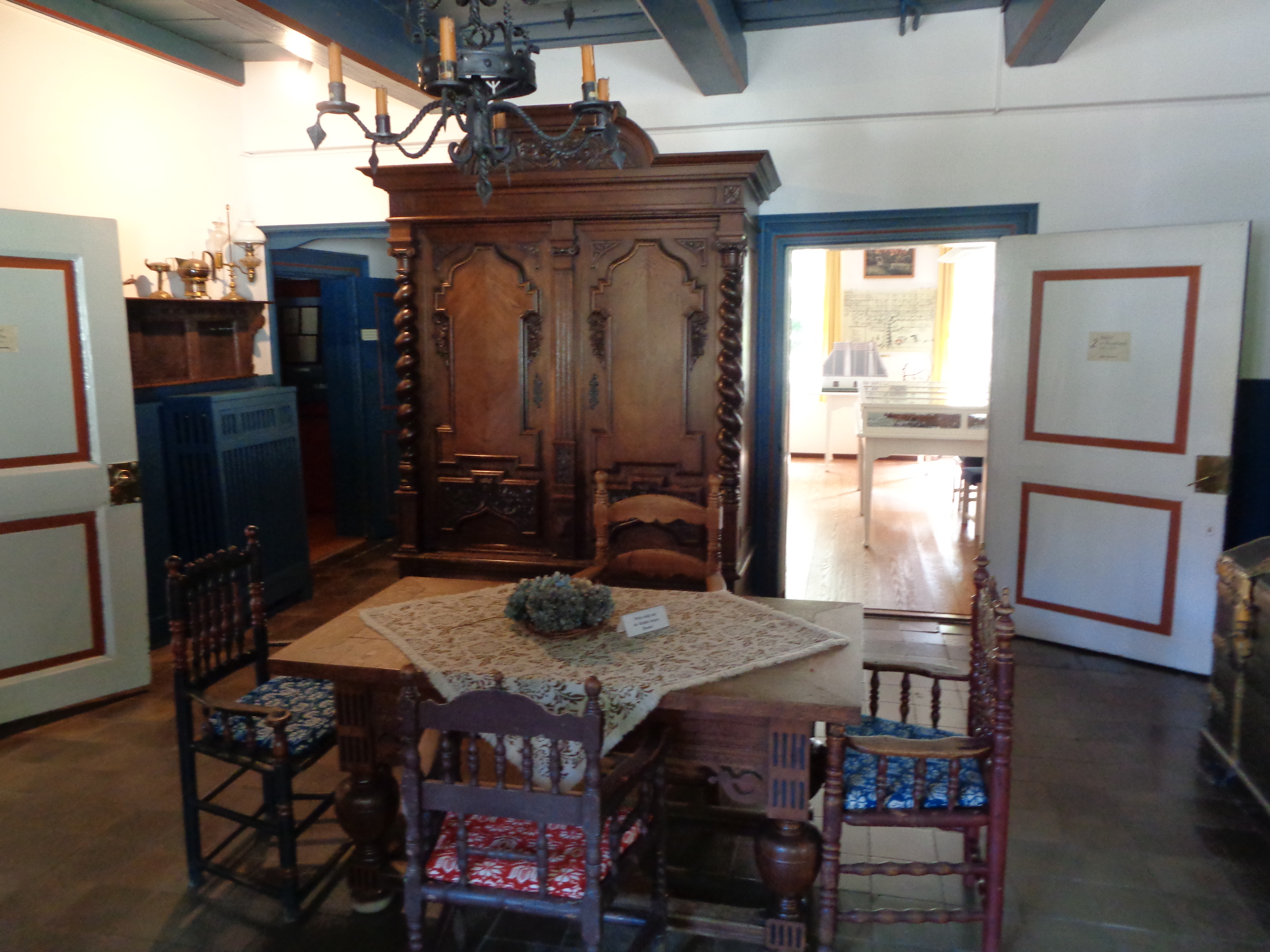
Diele im Hebbel-Museum

Das Museum wurde 1911 im Obergeschoss eines Hauses in der Süderstraße gegründet. Zu den Initiatoren gehörte der völkisch orientierte Schriftsteller Adolf Bartels. Seit 1952 befindet sich des Museum in der Alten Kirchspielvogtei, einem Gebäude aus dem 18. Jahrhundert, in dem Friedrich Hebbel sieben Jahre gelebt und gearbeitet hatte. Die Alte Kirchspielvogtei, ehemals Wohnhaus und Amtssitz der Kirchspielvögte, wurde von der Stadt 1949 gekauft und restauriert.

## Ausstattung

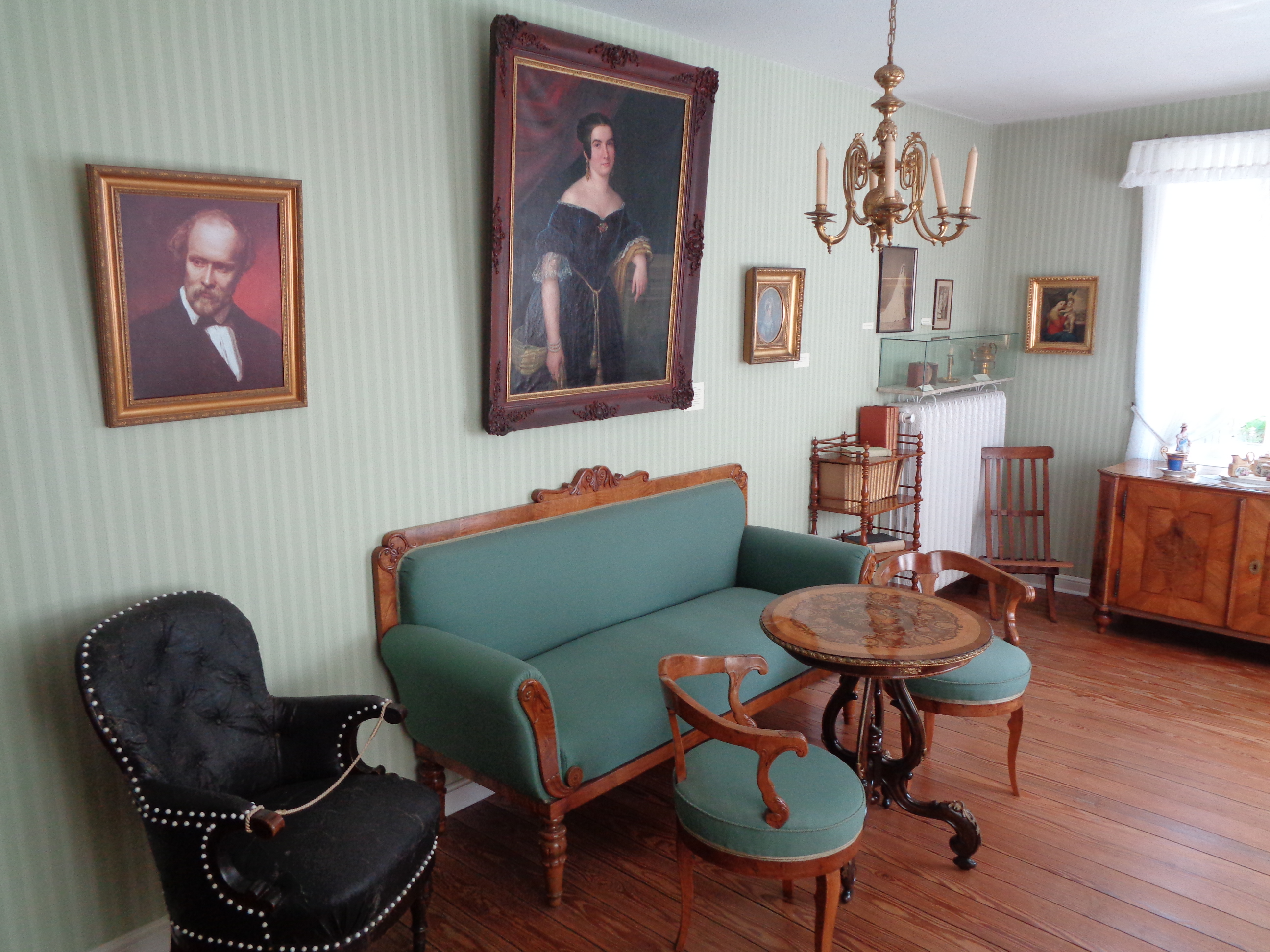
Das Wiener Zimmer im Hebbel-Museum

Das Museum besitzt die weltweit größte Spezialbibliothek zu Hebbel mit über 6000 Werken. Sie basiert auf einer Sammlung des Museumsgründers Engelhard Herwig, der sie 1911 gegen Auslagenerstattung der Stadt Wesselburen übergab. 
Zehn historische Räume zeigen Möbel, Haushaltsgegenstände, Bilder und Dokumente. Das Wiener Zimmer präsentiert Hebbels Lebensstil in seiner erfolgreichsten Lebensphase. Dem Haus angeschlossen ist eine Forschungsstelle der Hebbelgesellschaft. 

### Stipendium

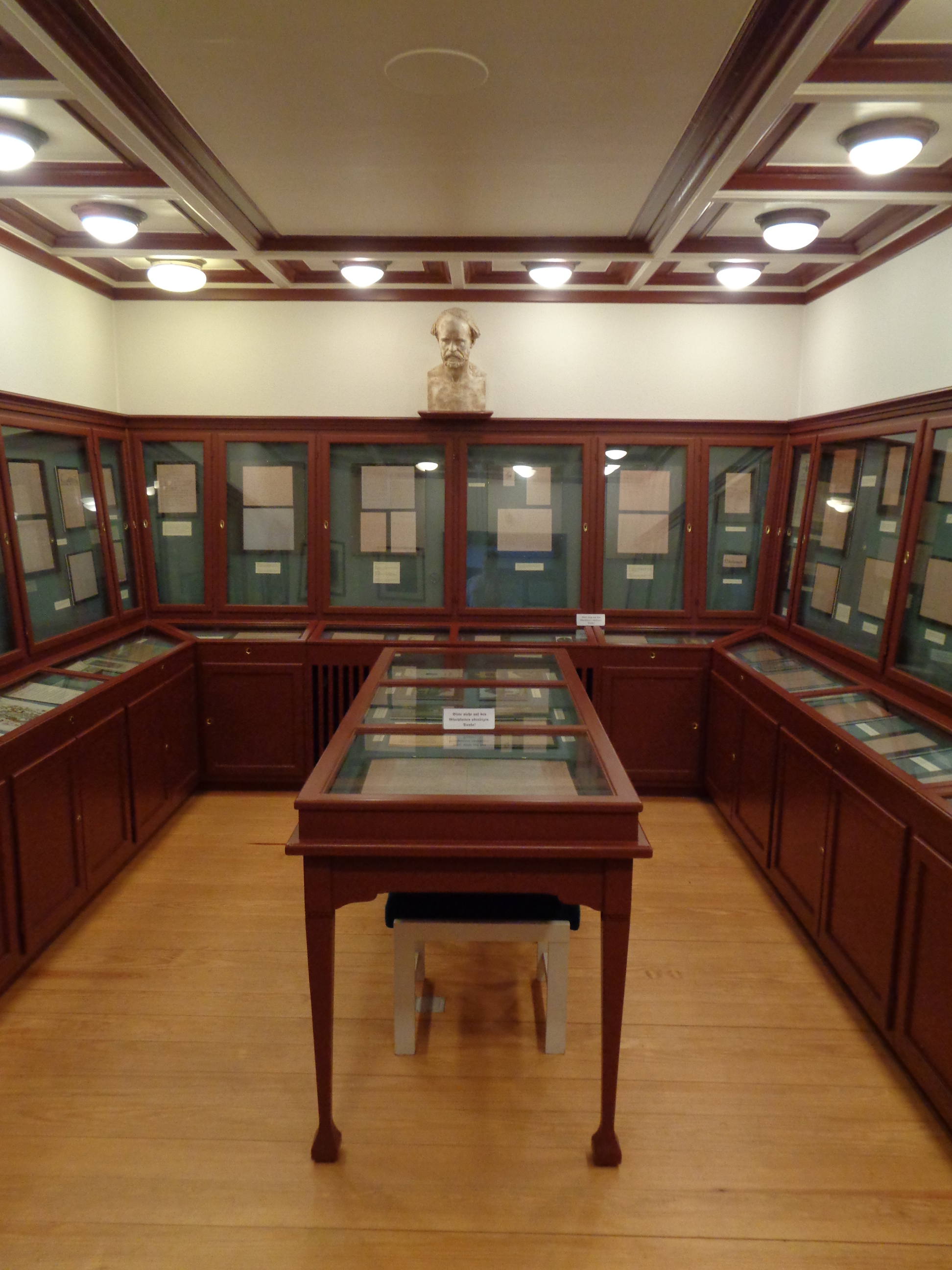
Das Handschriftenzimmer

Durch die Stadt Wesselburen wird regelmäßig ein Promotionsstipendium zur wissenschaftlichen Erschließung des Werkes von Friedrich Hebbel vergeben. Die Stipendiaten verpflichten sich, während dieser Zeit auch Dienste im Museum zu übernehmen.